# Mina Benson Hubbard

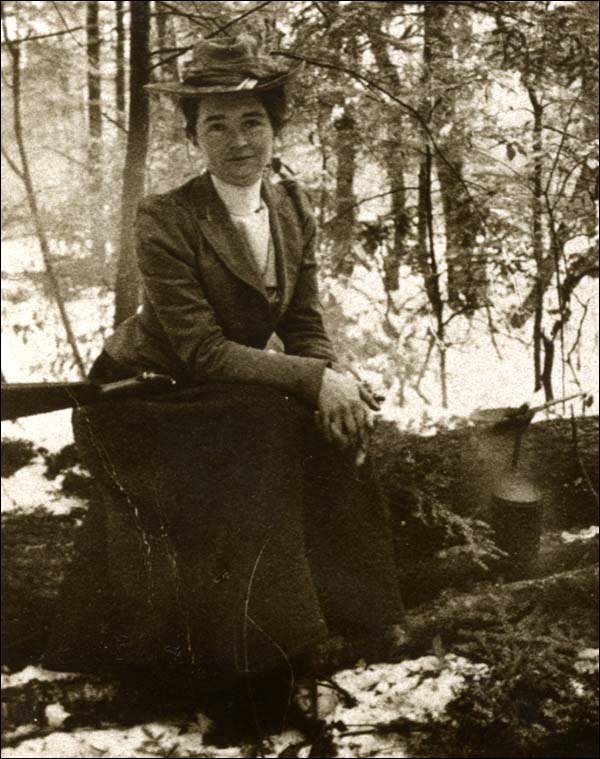
Mina Benson Hubbard, Labrador-Expedition im Jahre 1905

Mina Benson Hubbard (* 15. April 1870 auf einer Farm bei Bewdley in Ontario, Kanada; † 4. Mai 1956 in Coulston, Großbritannien) war eine kanadische Forschungsreisende, die als erste weiße Frau Labrador durchquerte und dabei erstmals das Nascaupee- und George-Flusssystem kartographierte.

## Leben
Nach einer Ausbildung zur Krankenschwester, die sie 1899 abschloss, arbeitete sie in einem New Yorker Hospital, wo sie 1900 Leonidas Hubbard kennenlernte, der aufgrund einer Typhus-Erkrankung dort Patient war. Sie heirateten am 31. Januar 1901. Hubbard arbeitete als Journalist für ein Magazin, das vorwiegend über Erlebnisreisen, Trekkingtouren und Forschungsreisen berichtete. Hubbards Ziel war es, über eine eigene Entdeckungsreise zu schreiben. Unter dem Eindruck der Entdeckungen in der Arktis plante er die Durchquerung Labradors, das damals noch relativ unerforscht war. Zum Expeditionsteam, mit dem er im Juni 1903 nach Labrador startete, gehörten sein Freund Dillon Wallace, ein New Yorker Anwalt, und George Elson, der zur Hälfte von Cree-Indianern abstammte und für die Hudson’s Bay Company arbeitete.
Die Expedition scheiterte. Die drei Entdeckungsreisenden paddelten und stakten am Anfang ihrer Reise im Canadier einen falschen Fluss hinauf und verloren ihren Weg in dem unwegsamen Gelände Labradors. Da sie unzureichend ausgerüstet waren und nur auf wenig jagdbares Wild stießen, gingen ihre Lebensmittelvorräte frühzeitig aus. Hubbard starb aufgrund von Unterernährung. Wallace und Elson überlebten, weil sie noch rechtzeitig von vier Labradorianern gefunden wurden.
Mina Hubbard bat den überlebenden Wallace, die Expeditionserfahrungen aufzuzeichnen, um so ihrem Mann ein Angedenken zu schaffen. Sie war mit dem Ergebnis jedoch nicht zufrieden, da sie das Gefühl hatte, dass Wallace zu viel der Schuld am Scheitern der Expedition ihrem toten Mann zuwies. Trotz ihrer Einwände veröffentlichte Wallace sein Buch Lure of the Labrador Wild, was zu einer tiefen Kluft zwischen ihr und Wallace führte. Das Buch war jedoch in den USA ein großer Verkaufserfolg. Mina Hubbard kam zunehmend zu der Überzeugung, dass Wallace die Verantwortung für den Tod ihres Mannes trug.
Im Jahre 1905 wollte Wallace die 1903 gescheiterte Expedition zu Ende bringen. Mina Hubbard sah darin einen weiteren Angriff auf das Angedenken ihres Mannes und entschied sich, eine eigene Expedition zu starten. Sie überzeugte George Elson sowie drei weitere, in Labrador einheimische Männer, sie auf ihrer Expedition zu begleiten. In der New Yorker Presse wurden die beiden rivalisierenden Expeditionsteams mit großer Aufmerksamkeit verfolgt und die Frage diskutiert, wem von den beiden es zuerst gelänge, Labrador zu durchqueren.
Beide Expeditionsteams starteten im Juni 1905 in der kleinen Gemeinde North West River; das Team von Mina Hubbard war dabei das erfolgreichere. Sie hatte ihr Expeditionsteam ausreichend mit Lebensmitteln ausgestattet, während Wallace sich in seiner Planung wiederum auf die Jagd von Wild verließ, was zu einem erheblich langsameren Fortkommen führte. Hubbard erreichte im September 1905 ihren Zielort, die Niederlassung der Hudson’s Bay Company an der Mündung des George River. Wallace traf dort erst sechs Wochen später, am 16. Oktober 1905, ein.
Sowohl Mina Hubbard als auch Wallace veröffentlichten über ihre jeweilige Expedition Bücher, das von Wallace wurde das kommerziell erfolgreichere. Wissenschaftlich gesehen war jedoch Hubbards Expedition erfolgreicher: Ihre kartographischen Aufzeichnungen über den Verlauf des Naskaupi und des George River wurden von der „American Geographical Society“ sowie von der „Geographical Society of Great Britain“ übernommen. Hubbard konnte auch belegen, dass es sich bei dem Naskaupi und dem North West River um denselben Fluss handelte. Ihre Aufzeichnungen umfassten auch Beobachtungen zu den Wanderungen der Karibuherden auf Labrador und den Jagdtechniken der Naskaupi und Montagnais Indianer.
1908 heiratete Mina Hubbard den wohlhabenden englischen Quaker Harold Ellis, den sie auf einer Vortragsreihe in Großbritannien kennengelernt hatte. Aus der Ehe gingen drei Kinder hervor. 1926 ließen sich Ellis und Hubbard scheiden.
Mina Hubbard starb 86-jährig, als sie beim Überqueren von Eisenbahngleisen von einem herannahenden Zug erfasst wurde.
Am 18. August 2017 ehrte die kanadische Regierung, vertreten durch den für das Historic Sites and Monuments Board of Canada zuständigen Minister, Hubbard für ihr Werk und erklärte sie zu einer „Person von nationaler historischer Bedeutung“.

## Schriften
- Mina Benson Hubbard: A Woman's Way Through Unknown Labrador. 1908
- The woman who mapped Labrador: the life and expedition diary of Mina Hubbard, herausgegeben von Anne Hart; Roberta Buchanan; Brian Greene, McGill-Queen’s University Press, Montreal 2005, ISBN 0-7735-2924-1